# Богдан Добреску
Міхай Богдан Добреску (рум. Mihai Bogdan Dobrescu); 30 листопада 1976, Плоєшті) — румунський боксер, призер чемпіонату Європи серед аматорів.

## Аматорська кар'єра
На чемпіонаті світу 1999 в категорії до 48 кг Богдан Добреску програв у першому бою.
На чемпіонаті Європи 2000 в категорії до 51 кг завоював срібну медаль.
- В 1/8 фіналу переміг Ільфата Рязапова (Росія) — 4-3
- У чвертьфіналі переміг Ігоря Самойленко (Молдова) — 9-4
- У півфіналі переміг Юхо Толппола (Фінляндія) — 5-3
- У фіналі програв Володимиру Сидоренко (Україна) — 1-9

На Олімпійських іграх 2000 переміг у першому бою Янга Хіанджонга (Китай) — 12-3, а в другому програв Мануелю Мантілья (Куба) — RSC.
На чемпіонаті світу 2001 здобув дві перемоги, а у чвертьфіналі програв Георгію Балакшину (Росія).
На чемпіонаті Європи 2002 програв у другому бою Александру Александрову (Болгарія).
На чемпіонаті світу 2003 програв у першому бою Юріоркісу Гамбоа (Куба).
На чемпіонаті Європи 2004 здобув дві перемоги, а у чвертьфіналі програв Рустамходжі Рахімову (Німеччина) і не потрапив на Олімпійські ігри 2004.